# Lago di Cavazzo
Il lago di Cavazzo (Lâc di Cjavaç in friulano standard, il Lât in friulano carnico, il Lâc nella parlata locale) è il più esteso lago naturale del Friuli-Venezia Giulia.

## Storia
Nel 1969 e nel 1970 nelle acque del lago, da una idea della "Sezione sperimentale ricerche subacquee del Centro italiano soccorso grotte" si sono svolte due edizioni del "progetto Atlantide", con lo scopo di creare una struttura sottomarina: dodici acquanauti tra cui una donna vissero a circa 17 metri per circa un  mese, compiendo escursioni regolari sul fondo del lago. L'intero progetto e il ritorno in superficie dei subacquei catalizzò l'attenzione di media provenienti da tutto il mondo.
Citato anche nel libro di Ilaria Tuti, Lena delle farfalle, numerosi scrittori prima di lei (da Ippolito Nievo a Franco Marchetta) e poeti (da Siro Angeli a Mario Argante) hanno descritto le bellezze del lago.

## Descrizione

### Geografia
Posto nel territorio dei comuni di Cavazzo Carnico, Bordano e Trasaghis, di origine glaciale, sorge a 195 m s.l.m., più in basso del fiume Tagliamento che scorre circa 3 km a est; lungo 2 250 m, largo da 400 a 800, ha una profondità massima di 40 m circa, 12 m di media, la superficie è di 1,2 km² (1,74 km² prima della messa in funzione della centrale idroelettrica di Somplago) e il suo perimetro è di 7,6 km, compreso il canale emissario. Negli inverni rigidi, degli ultimi 50 anni, non gela più alla superficie a causa della continua movimentazione del livello lacustre.

### Idrografia
La valle del lago era percorsa un tempo da un ramo del fiume Tagliamento. Nel corso delle ultime glaciazioni è stata occupata da un'imponente calotta di ghiaccio che si estendeva fino agli attuali archi morenici del Tagliamento. Il ghiacciaio ha scavato ulteriormente per erosione la valle ed al suo ritiro ha lasciato una depressione occupata dalle acque e il cordone di conglomerati che separa a nord il lago dalla valle del Tagliamento. Il lago formatosi si estendeva fino agli archi morenici ed occupava il campo di Osoppo. Successivamente si è ritirato e ciò che rimane è il relitto di un bacino lacustre glaciale ben più grande.
La sua principale fonte d'acqua era costituita dalle polle larghe anche due metri poste sul fondale. Il lago ha inoltre vari immissari di origine naturale ma con carattere per lo più stagionale. Tra questi l'unico perenne è il Rio Schiasazze. Oggi vengono riversate nel lago, dopo un percorso in galleria di circa 8.500 metri e dopo essere state turbinate dalla centrale idroelettrica A2A di Somplago, le acque del bacino artificiale dell'Ambiesta o di Verzegnis. L'emissario è un canale artificiale che porta le sue acque al torrente Leale dopo aver percorso anch'esso un tratto in galleria. Le acque giungono a temperature basse (10 °C costanti).

## Ambiente

### Flora e fauna

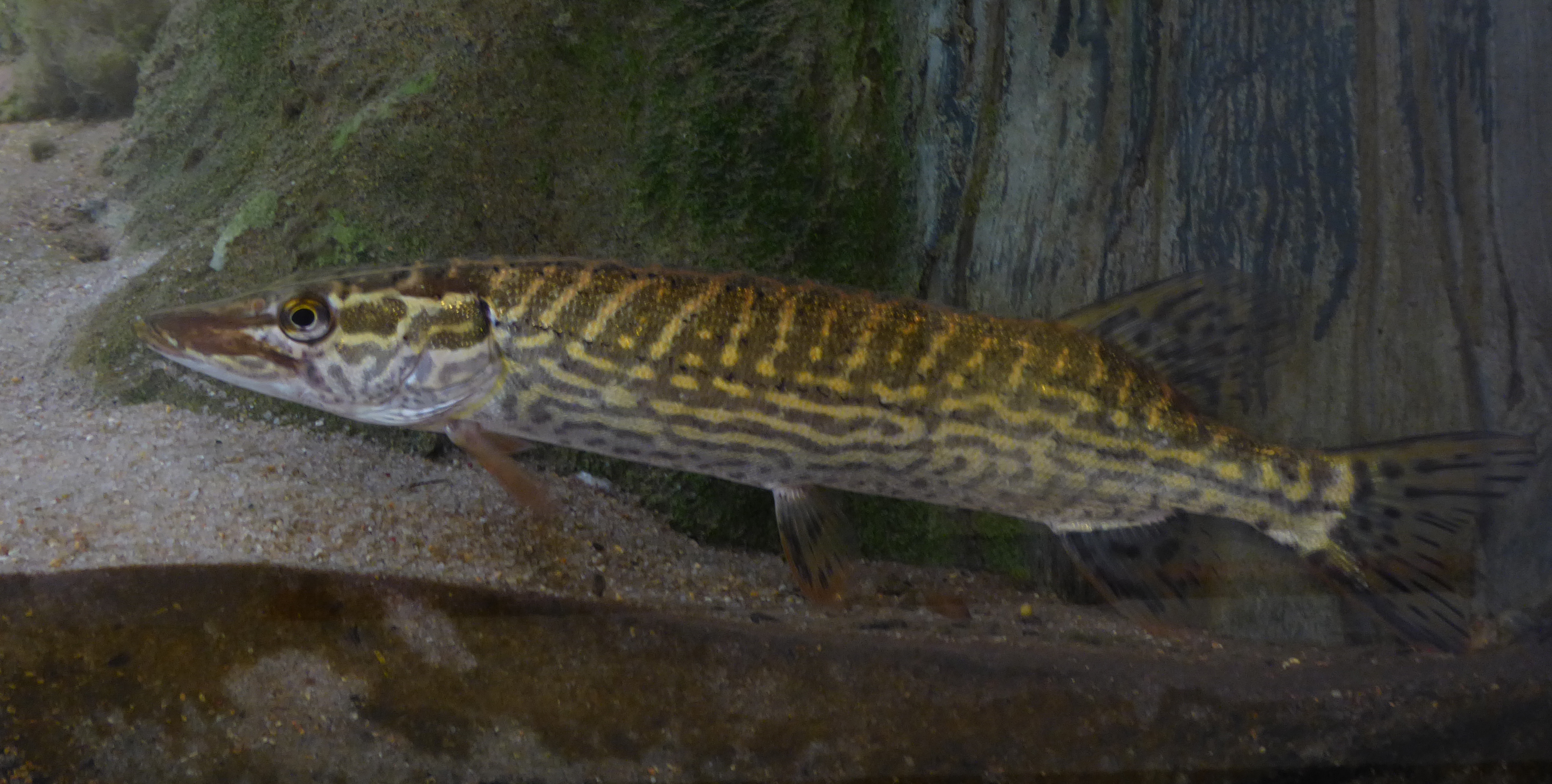
Luccio

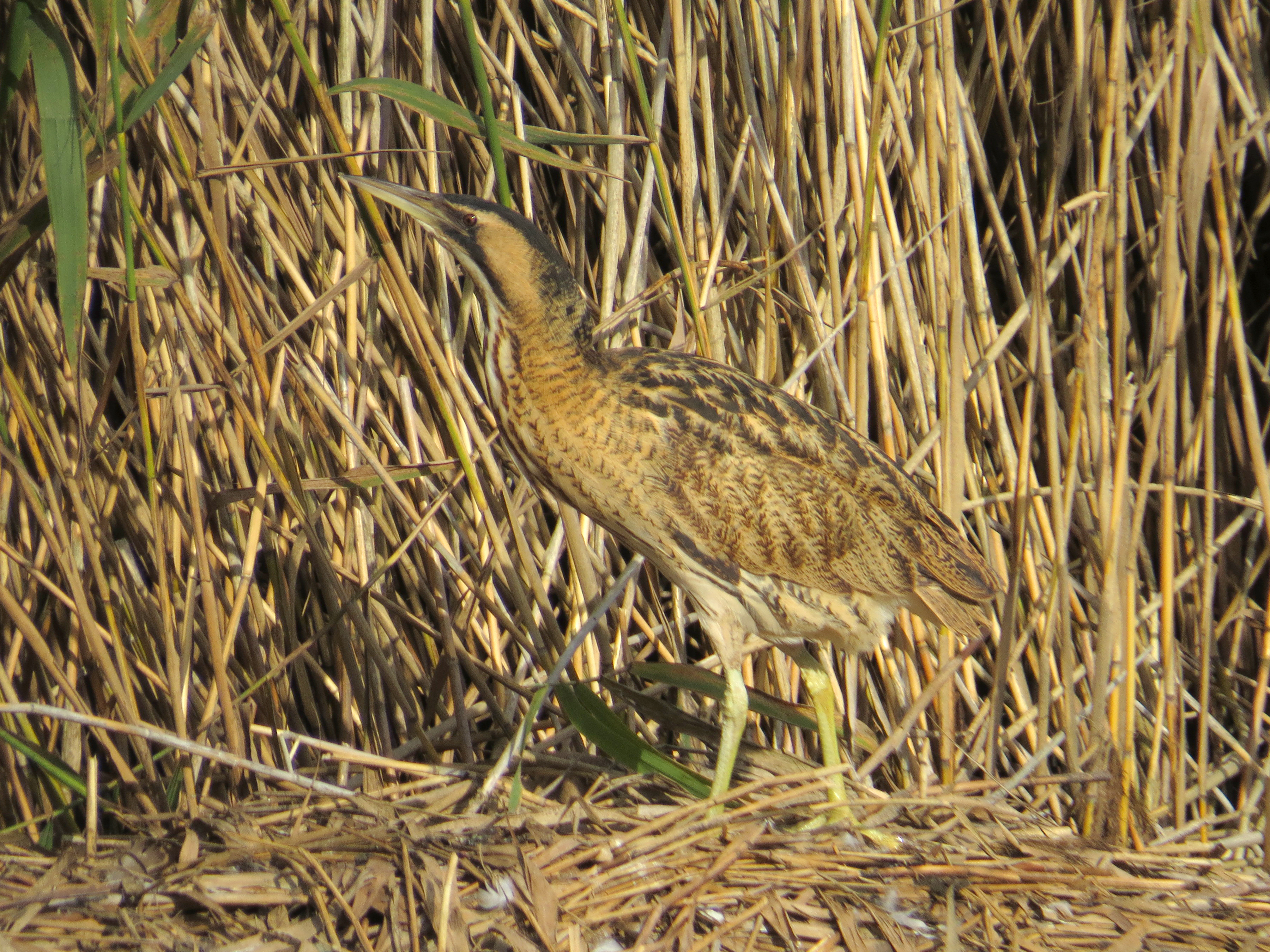
Tarabuso

Il canneto, detto anche fragmineto per la specie botanica che lo compone (Phragmites australis), occupa la parte meridionale del lago. È luogo di riproduzione per numerosi pesci, tra quelli autoctoni si annoverano: lucci (Esox cisalpinus), tinche (Tinca tinca), anguille (Anguilla anguilla), alborelle (Alburnus arborella), cavedani (Squalius squalus), sanguinerole (Phoxinus lumaireul), spinarelli (Gasterosteus aculeatus), agoni (Alosa agone) e trote fario (Salmo trutta). Mentre tra quelle alloctone vi sono: carpe (Cyprinus carpio), persici reali (Perca fluviatilis) e trote iridea (Oncorhynchus mykiss).
Nel canneto nidificano il comune germano reale (Anas platyrhynchos). Hanno nidificato il fistione turco (Netta rufina), la moretta (Ayrhya fuligula), il moriglione (Aythya ferina), lo svasso piccolo (Podiceps nigricoliis) L'avifauna stanziale è completata dalla gallinella d`acqua (Gallinula chloropus), dalla folaga (Fulica atra) e dal martin pescatore (Alcedo atthis). Nella stagione del passo compaiono alzavole (Anas crecca) e marzaiole (Anas querquedula) come anche il mestolone (Anas clypeata),  ed il codone (Anas acuta).
Vi è presente la vipera dal corno, che ha sulle sponde del lago di Cavazzo il suo limite ovest di diffusione.

## Infrastrutture

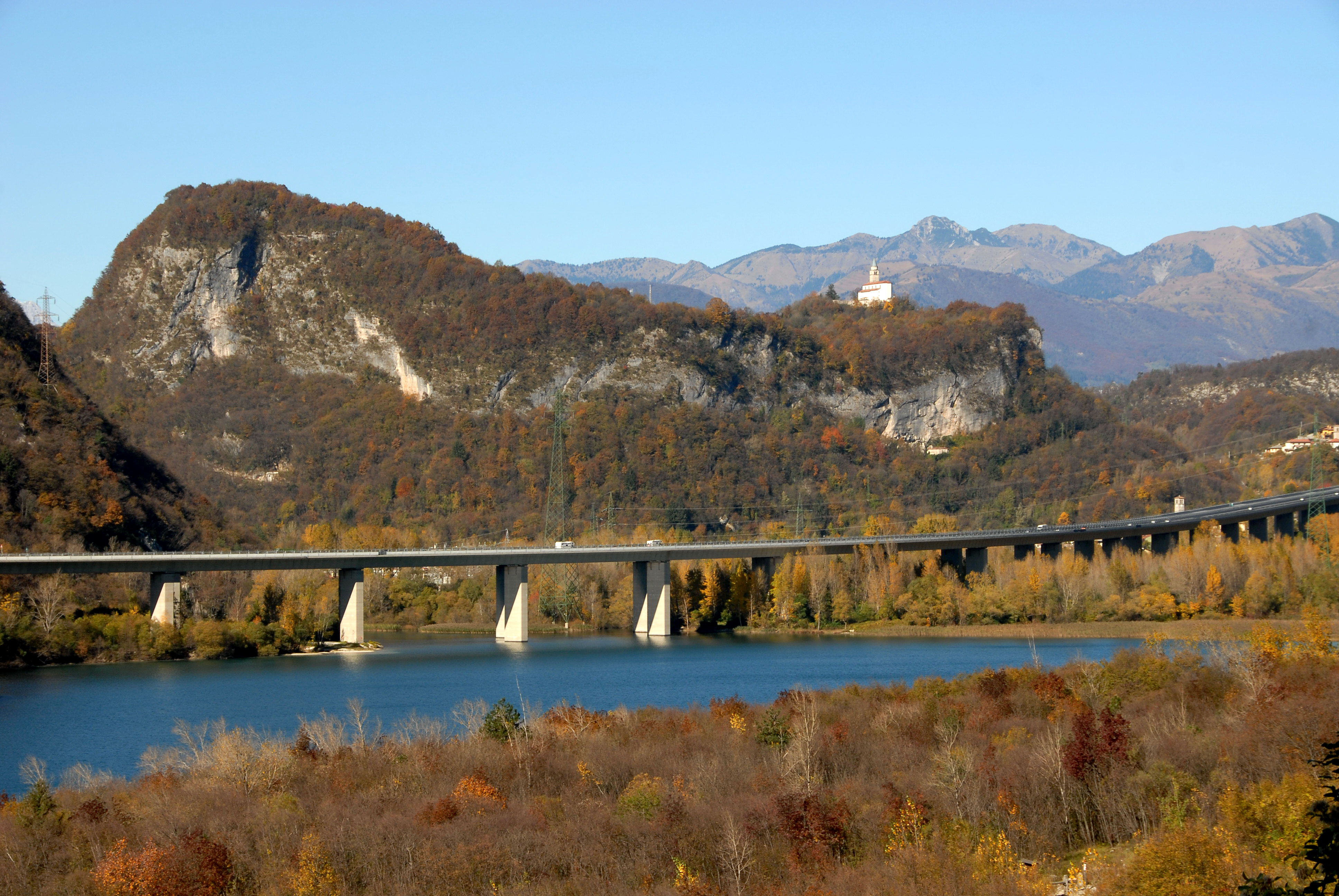
Il lago di Cavazzo con l'Autostrada A23

Accessibilità: una rotabile asfaltata compie il periplo del lago offrendo suggestivi scorci sul lago e sui monti che lo circondano.
All'estremità nord del lago sorge la centrale idroelettrica di Somplago, che utilizza il bacino lacustre come serbatoio idrico; in questa estremità vi è inoltre il viadotto di Somplago che permette all'autostrada A23 di attraversare il lago.